# Cephalaspidomorphi
I Cephalaspidomorphi sono un gruppo tassonomico non più utilizzato, che raggruppava alcuni pesci senza mascella: tra questi, gli estinti osteostraci e le attuali lamprede.
Si pensava che questi due gruppi potessero condividere un'origine comune a causa della struttura delle branchie estremamente simile tra loro. Queste caratteristiche hanno fatto supporre per lungo tempo che i due gruppi, insieme a quello degli anaspidi, fossero strettamente imparentati e raggruppati in un solo clade. Le teorie più recenti, però, suggeriscono che queste caratteristiche siano frutto di convergenza evolutiva.